# Frewena
Genre
Frewena est un genre d'araignées aranéomorphes de la famille des Salticidae.

## Distribution
Les espèces de ce genre sont endémiques d'Australie.

## Liste des espèces
Selon World Spider Catalog (version 23.0, 11/06/2022) :
- Frewena maculata Richardson, 2013
- Frewena terraregina Richardson, 2022

## Systématique et taxinomie
Ce genre a été décrit par Richardson en 2013 dans les Salticidae.

## Publication originale
- Richardson, 2013 : « New unidentate jumping spider genera (Araneae: Salticidae) from Australia. » Zootaxa, no 3716 (3), p. 460-474.